# Achaeus spinosus
Crabe araignée des coraux mous
Espèce
Achaeus spinosus, communément nommé Crabe araignée des coraux mous, est une espèce de décapodes de petite taille de la famille des Inachidae (les « crabes-araignées »).

## Description
La carapace d’Achaeus spinosus est de forme ovale et ne dépasse guère 4 cm de long. Ce crabe est doté de longues pattes fines griffues sauf la paire antérieure qui est plus petite et terminée par des pinces. Les yeux pédonculés sont rouges. Le corps blanchâtre est couvert de poils qui lui permettent de fixer des éléments de camouflage, souvent des morceaux d'hydraires sédentaires ou d'algues.

## Répartition
Achaeus spinosus se rencontre surtout en zone tropicale dans le secteur Indo-ouest Pacifique.

## Habitat
Achaeus spinosus vit généralement en association avec certaines espèces de corail mou et d'éponge.

## Alimentation
Achaeus spinosus se nourrit de plancton et de particules en suspension dans l'eau qu'il capte en grimpant sur l'hôte avec lequel il est en association afin de s'exposer au courant.

## Comportement
Achaeus spinosus est souvent observé sur le corail mou ou l'éponge avec lesquels il est associé. Il est actif la nuit.